# Sindicato Nacional dos Metalúrgicos da África do Sul
O Sindicato Nacional dos Metalúrgicos da África do Sul (em inglês: National Union of Metalworkers of South Africa, abreviado como NUMSA) é o maior sindicato na África do Sul com mais de 338.000 membros, e antes de sua expulsão em 8 de novembro de 2014, o maior filiado ao Congresso Sul-Africano de Sindicatos (COSATU), a maior central sindical do país.

## História
O sindicato se considera marxista-leninista, e mantém um relacionamento conturbado com o Partido Comunista Sul-Africano, que considera não estar mais aderindo aos princípios do marxismo-leninismo. Pós-1994, o NUMSA se tornou conhecido dentro da Aliança Tripartite entre o COSATU, o Partido Comunista Sul-Africano e o partido no poder, o Congresso Nacional Africano por se recusar a ficar calado diante de políticas polêmicas do CNA, em especial sua defesa da privatização e seu fracasso em acabar com a pobreza em massa no país.
Em 2013, o sindicato tinha 340.000 membros espalhados por toda a África do Sul.

### Rejeição ao CNA e ao Partido Comunista Sul-Africano
Na conclusão — em 20 de dezembro de 2013 — de um congresso nacional especial realizado em Boksburg, o NUMSA retirou totalmente o apoio ao CNA e o Partido Comunista Sul-Africano e pediu um movimento alternativo da classe trabalhadora. O sindicato declarou que não apoiaria nenhum partido político nas eleições gerais da África do Sul de 2014, mas que membros individuais eram livres para fazer campanha pelo partido de sua escolha, desde que o fizessem em seu próprio tempo usando seus próprios recursos. Também pediu ao COSATU que se afastasse da Aliança Tripartite e formasse uma nova frente unida de forças da esquerda semelhante à Frente Democrática Unida durante a luta contra o apartheid. Como parte disso, convocou uma conferência em 2014 para explorar a possibilidade de estabelecer um novo partido socialista dos trabalhadores. O NUMSA continuou filiado ao COSATU até 8 de novembro de 2014, embora resolveu interromper seus pagamentos mensais de R800.000 por assinatura à federação. Em dezembro de 2013, o sindicato disse que também deixaria de pagar contribuições para o Partido Comunista Sul-Africano, Até então, eles contribuíam com um milhão de randes por ano.

### Rejeição aos Combatentes da Liberdade Econômica e ao Partido Socialista e dos Trabalhadores
O sindicato também se distanciou de Julius Malema e do seu partido Combatentes da Liberdade Econômica citando preocupações com corrupção, autoritarismo e uma concepção limitada de anticapitalismo. O sindicato também sido um crítico do Partido Socialista e dos Trabalhadores (em inglês: Workers and Socialist Party, WASP).

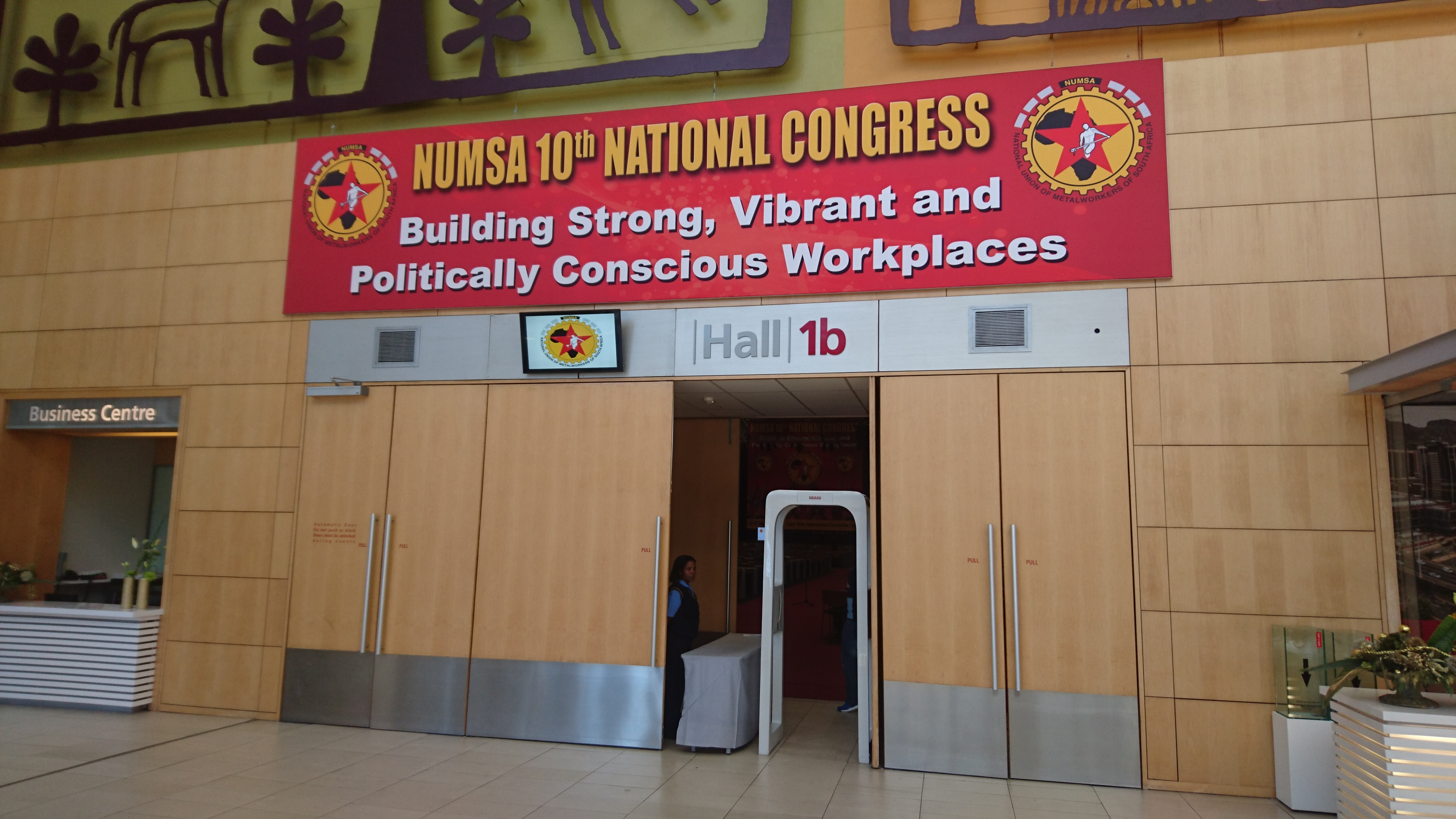
A entrada para a 10ª reunião do Congresso Nacional do NUMSA em 2016.

### Expulsão do COSATU
Nas primeiras horas da manhã de 8 de novembro de 2014, após um "excruciante" debate de 15 horas, os delegados do Comitê Executivo Central (CEC) do COSATU votaram 33–24 a favor de expulsar o NUMSA da federação sindical. Depois que a votação foi anunciada, houve uma briga quando o presidente do COSATU, Sdumo Dlamini, disse aos delegados do CEC do NUMSA para deixar a reunião, mas o secretário geral Zwelinzima Vavi interveio, citando a constituição do COSATU para argumentar que o NUMSA precisaria ser informado por escrito de sua expulsão antes de torná-la válida. Isso não acalmou as coisas, com os dois lados ficando cada vez mais frustrados até que os delegados do NUMSA saíram e o secretário geral do NUMSA, Irvin Jim, anunciou a expulsão do sindicato para os jornalistas que esperavam do lado de fora do prédio do COSATU. A reunião foi encerrada pouco depois, sem que os demais itens da agenda fossem discutidos.
A Frente Democrática de Esquerda declarou que a expulsão do NUMSA "simboliza o fim do COSATU como um sindicato combatente" e que o "COSATU se degenerará ainda mais até se tornar essencialmente um sindicato e burocrático". Jim declarou que "a luta não acabou" e delineou uma estratégia para mobilizar os membros do sindicato e os membros de outros sindicatos do COSATU. Isso pode envolver ação judicial. Ele afirmou que o sindicato não abandonará seus planos de lançar uma frente unida das forças de esquerda para se opor ao CNA. Entretanto, Frans Baleni, secretário geral do Sindicato Nacional dos Mineiros, "pediu" ao NUMSA que pedisse desculpas ao COSATU, mas Jim chamou Baleni de "hipócrita" e disse que ele "liderou a luta contra o Numsa".